# 백련사 (전남 강진군)
백련사(白蓮寺)는 대한민국 강진군에 있는 사찰이다. 조계종 제22교구 대흥사의 말사이며, 839년에 신라 승려 무염이 창건했다. 고려 때는 요세가 개창한 백련사결사의 중심지였고, 조선 때는 혜장이 머물면서 정약용과 교류하기도 했다. 절 안에는 보물 제1396호로 지정된 사적비와 전라남도 유형문화재 제136호로 지정된 대웅전, 그리고 전라남도 유형문화재 제223호로 지정된 원구형 부도가 있다. 근처에 다산초당이 있는데 산책길로 연결되어 있다.

## 역사
신라 승려 무염에 의해 839년에 창건됐지만 1211년에 요세에 의해 중창됐다. 요세는 천태종 계열의 승려로, 강진에 살고 있던 최표, 최홍, 이인천의 권유를 받아 만덕산에 자리를 잡고 절을 키웠다. 절은 1211년부터 공사를 시작해 1232년에 끝냈는데, 요세는 공사가 끝난 이후 자신을 따르는 스님들을 모아 백련사결사를 맺었다. 고려 때에는 국사를 8명 배출해내면서 크게 번창했지만, 이후 말기로 접어들면서 왜구의 침략으로 황폐화되었다. 조선 때 효령대군이  나서면서 다시 복원됐다.

## 참고 문헌
- 김위석(1996년). 〈백련사〉. 《한국민족문화대백과사전》.